# Рой Юрій Вікторович
Ю́рій Ві́кторович Рой — підполковник Національної гвардії України, учасник російсько-української війни, що загинув під час російського вторгнення в Україну.

## Життєпис
Мешканець м. Мелітополь (Запорізька область). Після закінчення школи навчався в Національній академії Державної прикордонної служби України ім. Б. Хмельницького на факультеті внутрішніх військ. Після випуску 2000 року направлений на службу до в/ч 3033 у м. Запоріжжя. Згодом навчався в Академії внутрішніх військ МВС України. У 2007 році направлений на службу до м. Мелітополь.
З 2014 року проходив службу в зоні проведення АТО, вийшов неушкодженим із оточення в районі Іловайська.
Під час російського вторгнення в Україну — підполковник, командир 2-го патрульного батальйону 23 ОБрОГП Південного оперативно-територіального об'єднання Національної гвардії України. Загинув 19 березня 2022 року від кулі снайпера в боях з російськими окупантами за м. Маріуполь.

## Нагороди
- орден «За мужність» III ступеня (2022, посмертно) — за особисту мужність і самовіддані дії, виявлені у захисті державного суверенітету та територіальної цілісності України, вірність військовій присязі.[3]